# Johannes van Overbeek
Johannes van Overbeek (ur. 14 kwietnia 1973 roku w Sacramento) – amerykański kierowca wyścigowy.

## Kariera
Van Overbeek rozpoczął karierę w międzynarodowych wyścigach samochodowych w 1995 roku od startów w SCCA National Championship Runoffs American Sedan, gdzie stanął na najniższym stopniu podium klasyfikacji generalnej. W późniejszych latach Amerykanin pojawiał się także w stawce American Le Mans Series, Grand American Rolex Series, SCCA World Challenge, 24-godzinnego wyścigu Le Mans, Trofeo Maserati World Series oraz United Sports Car Championship.

## Wyniki w 24h Le Mans
| Rok  | Zespół                    | Partnerzy                    | Samochód            | Klasa | Okr. | Poz. | Klasa Pos. |
| ---- | ------------------------- | ---------------------------- | ------------------- | ----- | ---- | ---- | ---------- |
| 2005 | Flying Lizard Motorsports | Seth Neiman Lonnie Pechnik   | Porsche 911 GT3-RSR | GT2   | 323  | 13   | 3          |
| 2006 | Flying Lizard Motorsports | Seth Neiman Patrick Long     | Porsche 911 GT3-RSR | GT2   | 309  | 18   | 4          |
| 2007 | Flying Lizard Motorsports | Jörg Bergmeister Seth Neiman | Porsche 997 GT3-RSR | GT2   | 124  | NU   | NU         |
| 2008 | Flying Lizard Motorsports | Jörg Bergmeister Seth Neiman | Porsche 997 GT3-RSR | GT2   | 289  | 32   | 6          |
| 2015 | Extreme Speed Motorsports | Ed Brown Jon Fogarty         | Ligier JS P2-Honda  | LMP2  | 339  | 15   | 7          |